# 有栖川宮幸仁親王
有栖川宮幸仁親王（ありすがわのみやゆきひとしんのう　明暦2年3月15日（1656年4月9日） - 元禄12年7月25日（1699年8月20日））は、江戸時代の皇族。後西天皇の第2皇子、母は清閑寺共子。子に正仁親王、幸子女王（東山天皇中宮、承秋門院）、尊統法親王。世襲親王家の有栖川宮第3代当主。
寛文7年（1667年）に高松宮を継承、寛文12年（1672年）に有栖川宮と宮号を変更した。延宝8年（1680年）に将軍徳川家綱が継嗣のないまま死去した際に、大老酒井忠清に徳川将軍に擁立されたとする宮将軍擁立説がある（→江戸時代の宮将軍擁立説を参照）。

## 経歴
※月日は旧暦。
- 1667年（寛文7年）4月18日、高松宮家相続
- 1669年（寛文9年）8月29日、親王宣下
- 1670年（寛文10年）11月21日、元服、兵部卿に任官。
- 1672年（寛文12年）6月8日、高松宮を有栖川宮に改称する。
- 1678年（延宝6年）4月11日、二品に叙品。兵部卿留任。
- 1697年（元禄10年）5月14日、式部卿に遷任。
- 1699年（元禄12年）7月13日、一品に昇叙。式部卿留任。　7月16日、牛車宣下。

## 系譜
- 御息所：未詳
- 家女房：寿昌院（兒島莎）
  - 第二王女：易子女王（淑宮、1691-1749） - 東本願寺・真如光性室、実性院如幸
  - 第一王子：正仁親王（多嘉宮、1694-1716） - 4代有栖川宮
- 家女房
  - 第一王女：幸子女王（英宮、1680-1720） - 東山天皇中宮
- 生母未詳
  - 第二王子：尊統法親王（淳宮、1695-1711） - 知恩院宮
- 養子
  - 京極宮文仁親王

## 参考
- 有栖川宮家系
- 本朝皇胤紹運録
- （東園）基量卿記